# Hoplandrothrips chapmani
Hoplandrothrips chapmani är en insektsart som först beskrevs av Ian A. Hood 1927.  Hoplandrothrips chapmani ingår i släktet Hoplandrothrips och familjen rörtripsar. Inga underarter finns listade i Catalogue of Life.